# Xã Evans, Quận Marshall, Illinois
Xã Evans (tiếng Anh: Evans Township) là một xã thuộc quận Marshall, tiểu bang Illinois, Hoa Kỳ. Năm 2010, dân số của xã này là 1.322 người.